# Дубинин, Николай Иванович
Николай Иванович Дубинин (27 ноября 1899 года — 1986 год) — руководящий сотрудник военной разведки, генерал-майор (1940).

## Биография
В 1917—1922 годах Н. И. Дубинин — участник Гражданской войны. В 1918 году вступил в РККА, с 1919 года член ВКП(б). В 1920 году окончил 2-е Петроградские кавалерийские курсы, в 1921—1923 годах Н. И. Дубинин командир эскадрона, заведующий разведкой кавалерийского полка. В 1924 году окончил Курсы разведки при разведывательном управлении (РУ) Штаба РККА, после их окончания, в 1924—1929 годах Н. И. Дубинин — заведующий разведкой дивизии. В 1933 году окончил Академию им. Фрунзе, с мая 1933 года начальник оперативного отдела штаба 3-й Бессарабской кавалерийской дивизии, с февраля 1934 года — заместитель начальника сектора военных атташе, с ноября 1936 года — помощник начальника, затем и. о. начальника отдела внешних сношений РУ, с июля 1938 года — для особых поручений при Секретариате Наркомата обороны СССР, с сентября 1940 года — помощник начальника РУ по информационной работе, с декабря 1940 года по январь 1941 года — начальник информационного отдела РУ, с февраля 1941 года — в распоряжении РУ.
В 1942 году Н. И. Дубинин назначен начальником специальной группы командиров Генштаба для связи с войсками (позднее корпус офицеров Генерального штаба). В группу входили офицеры-операторы Генштаба, которые лично вылетали в армии и фронты выяснять обстановку на переднем крае обороны. С 1943 года Н. И. Дубинин — заместитель по организационным вопросам начальника штаба 1-го Украинского фронта, в 1945—1948 годах — Центральной группы войск.
В 1948—1952 годах Н. И. Дубинин — заместитель начальника кафедры истории военного искусства в Военной академии им. М.В. Фрунзе.
С декабря 1953 года Н. И. Дубинин в запасе. Умер в 1986 году в Москве

## Воинские звания
- комбриг — 28.04.1940
- генерал-майор — 04.06.1940

## Награды
- Орден Ленина (21.02.1945)
- Три Ордена Красного Знамени (в.т. 03.11.1944, 1948)
- Орден Богдана Хмельницкого 1-й степени (11.08.1944)
- Орден Кутузова 2-й степени (06.04.1945)
- Орден Отечественной войны 1-й степени (11.03.1985)
- Орден Красной Звезды
- Орден «Знак Почёта»
- Медаль «XX лет РККА» — 1938
- др. медали